# Nissan President
Nissan President är en lyxbil som tillverkades av den japanska biltillverkaren Nissan Motor Co. Ltd mellan 1965 och 2010.

## Nissan President 150/250

### Nissan President 150
Nissans flaggskepp introducerades hösten 1965. Det var en för japanska förhållanden ovanligt stor bil, avsedd för företagsledare och höga offentliga tjänstemän. Den enda egentliga konkurrenten på den slutna japanska bilmarknaden var Toyota Century. President hade närmast all lyxutrustning som fanns att tillgå i mitten av 1960-talet men tekniskt var det en okomplicerad konstruktion med bland annat stel bakaxel upphängd i bladfjädrar. Bilen erbjöds med två stötstångsmotorer, en radsexa på tre liter eller en V8-motor på fyra liter.

### Nissan President 250

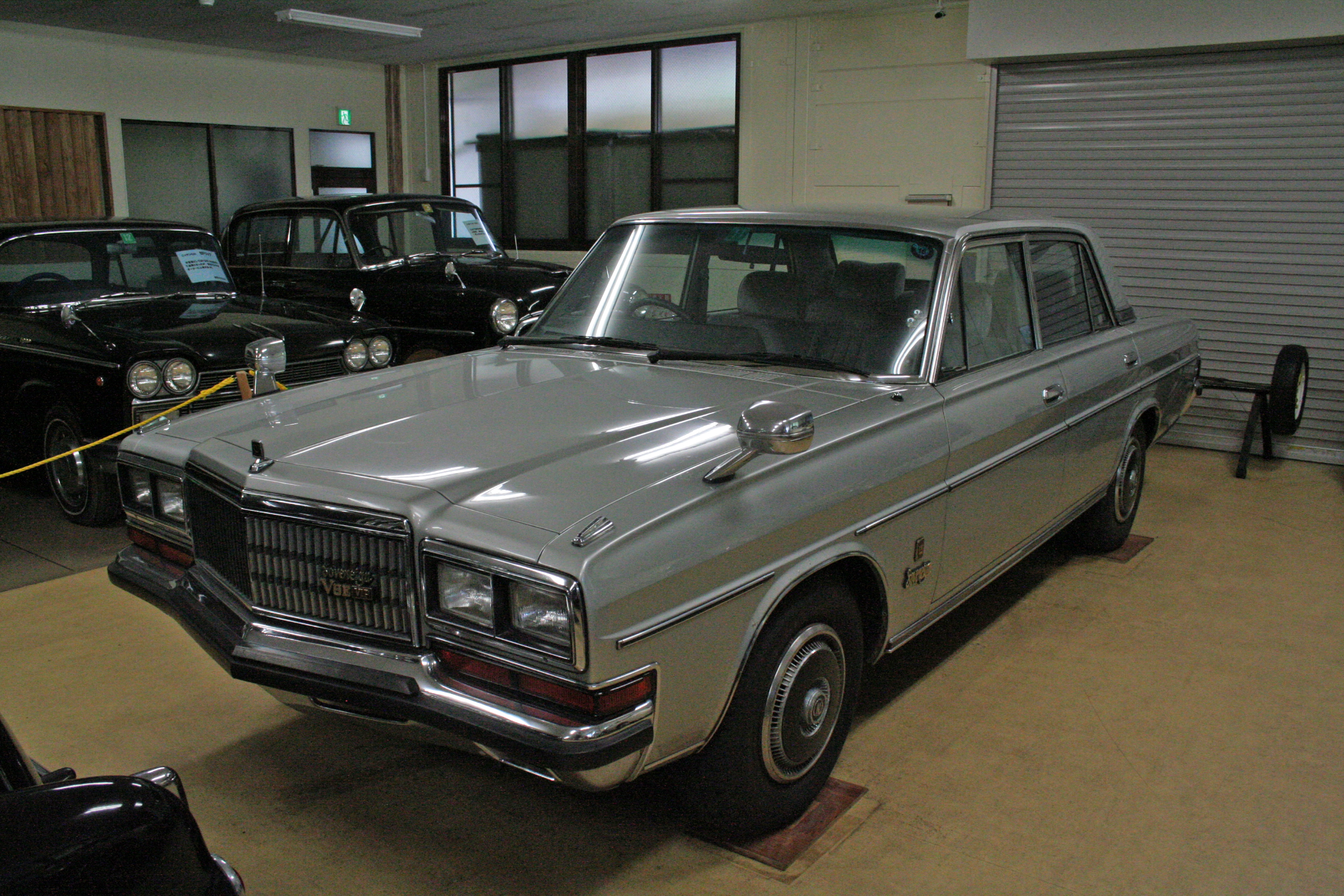
Nissan President 250

1973 uppdaterades bilen med ny front med en mer imponerande kylargrill och större V8-motor. 1982 genomfördes ännu en modernisering med förbättrad fjädring och nya strålkastare men i princip förblev modellen oförändrad under ett kvarts sekel.
Versioner:
| Modell | Motor              | Cylindervolym | Effekt | Bränslesystem   |
| ------ | ------------------ | ------------- | ------ | --------------- |
| 150    | 6-cyl radmotor ohv | 2974 cm³      | 125 hk | Enkel förgasare |
| 150    | 8-cyl V-motor ohv  | 3988 cm³      | 180 hk | Enkel förgasare |
| 250    | 8-cyl V-motor ohv  | 4414 cm³      | 200 hk | Enkel förgasare |

## Nissan President HG50
Introduktionen av nya japanska lyxbilar som Honda Legend och Lexus LS i slutet av 1980-talet tvingade Nissan att ta fram en ny generation President. Med HG50-versionen kunde Nissan erbjuda en helt modern modell i klassen för chaufförskörda bilar. En variant med kortare hjulbas exporterades under namnet Infiniti Q45.
Versioner:
| Modell | Motor              | Cylindervolym | Effekt | Bränslesystem      |
| ------ | ------------------ | ------------- | ------ | ------------------ |
| HG50   | 8-cyl V-motor DOHC | 4494 cm³      | 270 hk | Bränsleinsprutning |

## Nissan President PGF50
Den tredje generationen President baserades på Nissan Cima. Även denna modell exporterades som Infiniti Q45.
Minskande försäljning ledde till att Nissan lade ned tillverkningen av syskonmodellerna Cima och President i slutet av 2010. Detta lämnade Nissan Fuga som märkets största modell.
Versioner:
| Modell | Motor              | Cylindervolym | Effekt | Bränslesystem      |
| ------ | ------------------ | ------------- | ------ | ------------------ |
| PGF50  | 8-cyl V-motor DOHC | 4494 cm³      | 340 hk | Bränsleinsprutning |